# Otto Haas (Offizier)

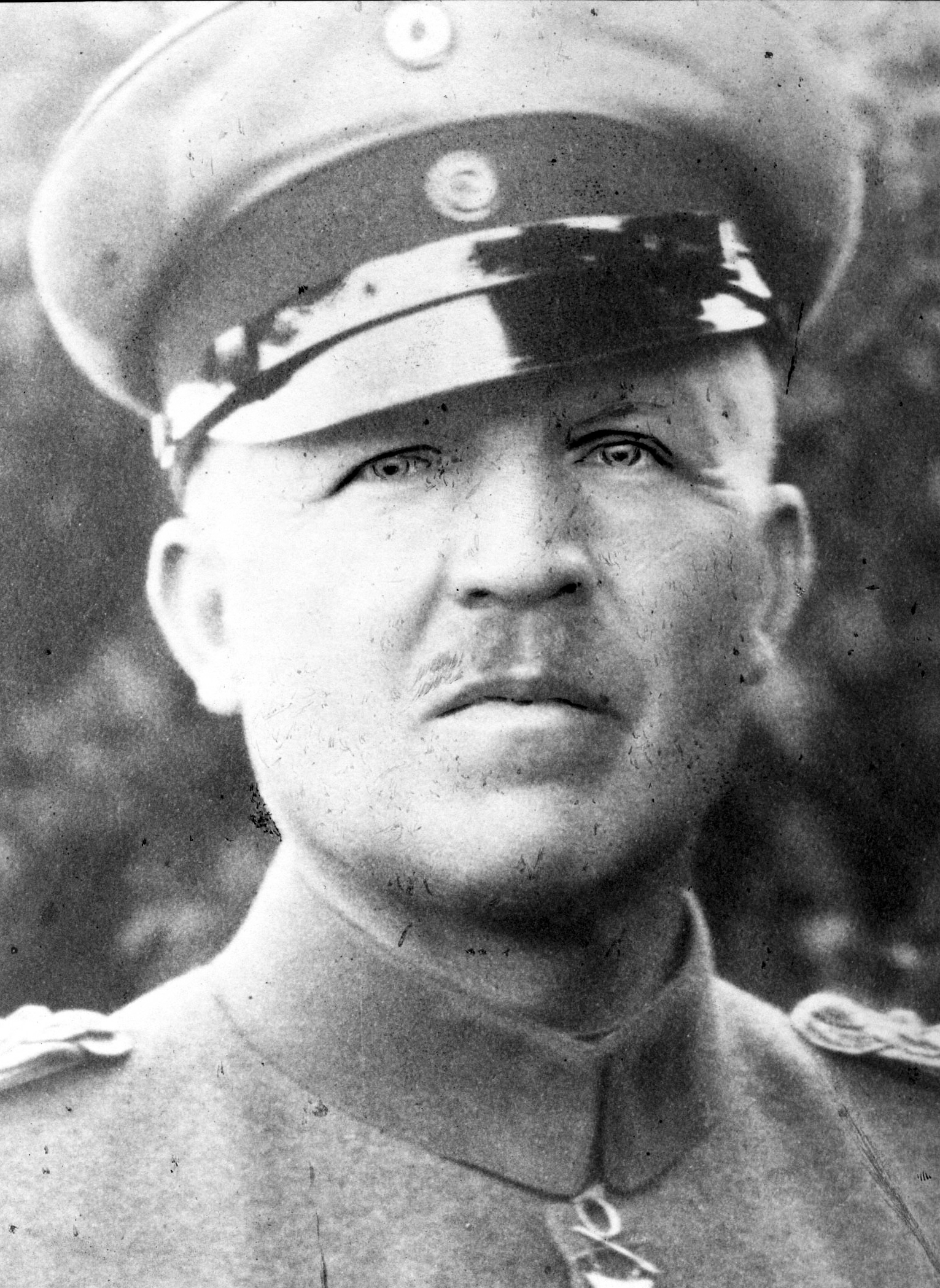

Otto Haas (* 14. August 1864 in Ludwigsburg; † 31. Dezember 1930 in Stuttgart) war ein deutscher Generalleutnant der Reichswehr. Nach dem Ende des Ersten Weltkrieges beteiligte er sich als Kommandeur der „Freiwilligen-Abteilung Haas“ (Freikorps Haas) an der Niederwerfung der Münchner Räterepublik und als Kommandeur der im östlichen Ruhrgebiet aufmarschierten Reichswehrtruppen an der Niederschlagung des Ruhraufstandes vom März 1920.

## Leben

### Herkunft
Haas stammte aus einer Offiziersfamilie. Sein Vater hatte im Deutsch-Französischen Krieg 1870/71 eine Kompanie kommandiert und seine militärische Laufbahn als Oberst auf der Festung Hohenasperg beendet.

### Militärkarriere
Er besuchte das Lyzeum in seiner Heimatstadt und anschließend, wie sein Bruder Gustav (* 1861), das Kadettenhaus Oranienstein sowie die Preußische Hauptkadettenanstalt in Groß-Lichterfelde. Am 4. Mai 1882 wurde Haas als Portepeefähnrich beim Grenadier-Regiment „König Karl“ (5. Württembergisches) Nr. 123 der Württembergischen Armee vereidigt. Hier folgte am 6. November 1882 seine Beförderung zum Sekondeleutnant. Seit 23. Mai 1887 diente er im 8. Württembergischen Infanterie-Regiment Nr. 126 und wurde vom 1. Oktober 1891 bis 30. Juni 1894 zur weiteren Ausbildung an die Preußische Kriegsakademie nach Berlin kommandiert. Als Premierleutnant war Haas seit Mitte März 1896 zur 53. Infanterie-Brigade kommandiert und wurde am 18. April 1896 unter gleichzeitiger Beförderung zum Hauptmann und Belassung in diesem Kommando in das Infanterie-Regiment „Kaiser Friedrich, König von Preußen“ (7. Württembergisches) Nr. 125 versetzt. Am 24. Februar 1898 wurde Haas zum Kompaniechef im Grenadier-Regiment „König Karl“ (5. Württembergisches) Nr. 123 ernannt. Am 18. August 1901 wurde er Kommandeur „à la suite“ dieses Regiments und anschließend bis zum 14. Juni 1905 Kompanieführer an der Unteroffizierschule Marienwerder. Zum Major befördert, war er Adjutant beim Generalkommando des XIII. (Königlich Württembergischen) Armee-Korps. 1908 wurde er Kommandeur des II. Bataillons im Grenadier-Regiment „Königin Olga“ (1. Württembergisches) Nr. 119 in der Garnison Weingarten und im April 1912 zum Oberstleutnant befördert. 1913/14 wurde er im Stab des Füsilier-Regiment „Kaiser Franz Josef von Österreich, König von Ungarn“ (4. Württembergisches) Nr. 122 eingesetzt. Kurz vor Ausbruch des Ersten Weltkriegs übernahm er als Oberst das Kommando über das Infanterie-Regiment „König Wilhelm I.“ (6. Württembergisches) Nr. 124.

#### Erster Weltkrieg
Im Ersten Weltkrieg wurde Haas mit seinem Regiment zunächst an der Westfront in den Argonnen und in Flandern eingesetzt. Im April 1916 übernahm er das Kommando über die 54. Infanterie-Brigade und im Juli 1916 über die 51. Infanterie-Brigade (1. Königlich Württembergische). Mit seiner Brigade nahm Haas an der Schlacht an der Somme, an der Schlacht von Arras und den Kämpfen in Flandern sowie an der italienischen Front an der Zwölften Isonzoschlacht teil. Er wurde am 16. September 1917 zum Generalmajor befördert und am 16. März 1918 zum Kommandeur der 44. Reserve-Division ernannt, die er auch während der deutschen Frühjahrsoffensive 1918 befehligte. Er galt als energischer und erfolgreicher, aber auch harter Kommandeur.

#### Weimarer Republik

##### Münchner Räterepublik und Ruhraufstand
Nach Kriegsende kehrte Haas nach Weingarten zurück. Im Februar 1919 wurde er zum Befehlshaber neu aufzustellender Grenzschutzeinheiten ernannt. Im Auftrag der Stuttgarter Regierung rief er zur Aufstellung einer württembergischen Freiwilligen-Abteilung auf, die in Münsingen stationiert wurde. Nach der Ausrufung der Münchner Räterepublik wurde die „Freiwilligen-Abteilung Haas“ in Regimentsstärke (ca. 2300 Mann) mit anderen Verbänden aus den Württembergischen Sicherheitstruppen und Freikorps vereinigt. Unter dem Kommando von Haas und Oberstleutnant Erich Wöllwarth rückte die Truppe von Ulm aus über Memmingen, Kempten und Landshut nach Pasing vor.
Während des Vorgehens gegen die Räterepublik verfügte Haas als Führer der Gruppe West der Regierungstruppen am 1. Mai 1919, dass Gefangene, die den Regierungstruppen mit der Waffe in der Hand gegenüberträten, sofort zu erschießen seien. Über die übrigen Gefangenen seien durch die Truppenkommandeure Feldgerichte zu bilden, die über standrechtliche Erschießungen zu befinden hätten. Für den Historiker Heinrich Hillmayr waren diese Feldgerichte „eine reine Farce“. Erschießungen seien vielfach ohne ihre Entscheidung vollzogen worden, und nennenswerte Niederschriften über ihre Urteilsfindung seien auch nicht entdeckt worden. Haas hatte bereits nach Bekanntwerden der Erschießungen von Gefangenen durch Anhänger der Räterepublik im Münchner Luitpold-Gymnasium alle Russen, die in deutscher Uniform oder mit der Waffe in der Hand angetroffen würden, für vogelfrei erklärt. Auf der Grundlage der Haas’schen Verordnung wurden unter anderem 52 Russen, die unbewaffnet, aber in deutscher Uniform von württembergischen Truppen am Bahnhof Pasing festgenommen worden waren, am 2. Mai 1919 in einer Sandgrube in Gräfelfing erschossen. Die Einsetzung der Feldgerichte verstieß gegen das Militär-Strafgesetzbuch, das solche Feldgerichte nur gegen Ausländer während des Kriegszustandes vorsah. Gegen Haas wurde ein Verfahren eingeleitet, das im März 1920 wieder eingestellt wurde. Die Handlungsweise Haas’, so die Begründung der Einstellung, sei mit der großen Eile, mit welcher die Aktion gegen München vorbereitet und durchgeführt werden musste, der herrschenden Unruhe und der großen Erbitterung der Regierungstruppen gegenüber dem inneren Feind zu erklären.
Nach Abschluss des Versailler Vertrages wurde die Freiwilligen-Abteilung aufgelöst und im August 1919 in Teilen in die neue Reichswehr-Brigade 13 unter dem Kommando von Haas integriert. Haas wurde zugleich zum Landeskommandanten von Württemberg ernannt. Während des Kapp-Putsches verhielt er sich uneindeutig. So ließ er sein Offizierskorps darüber abstimmen, ob man für oder gegen die neue Regierung sei. Während sich bis auf zwei alle Offiziere auf die Seite Kapps stellen wollten, erklärten sich die Mannschaften gegen die Putschisten. Zwischen Reichswehr und Landesregierung kam es dabei zu Spannungen, weil sich die Landesregierung weigerte, Haas’ Forderung nach Ausrufung des Ausnahmezustandes nachzukommen, der ihm die Exekutive übertragen hätte.
Mit der Reichswehr-Brigade 13 wurde Haas am 20. März 1920 zur Niederschlagung des Ruhraufstandes ins Ruhrgebiet entsandt. Die Brigade wurde dabei durch Zeitfreiwillige vor allem der Universität Tübingen und der Technischen Hochschule Stuttgart sowie durch das Detachement von Oven zur Division Haas verstärkt. Haas übernahm zugleich den Oberbefehl über die Truppen der Division Epp, die sich dem Ruhrgebiet ebenfalls von Osten her näherten. Die Truppenteile wurden als Gruppe Division Haas zusammengefasst. Seinen Stab ließ Haas eine Aufklärungsschrift für die Truppe anfertigen, welche den Aufstand für lang vorbereitet erklärte und behauptete, im Ruhrgebiet falle jetzt die Entscheidung, ob in Deutschland der Bolschewismus siege oder nicht.

##### Ausscheiden aus dem Militärdienst
Im Mai 1920 wurde Haas zum Befehlshaber der Reichswehr-Brigade 5 in Frankfurt an der Oder ernannt. Am 1. Dezember 1920 wurde er mit Rangdienstalter vom 1. Oktober 1920 zum Generalleutnant befördert und mit diesem Datum zum Infanterieführer VI mit Sitz in Hannover ernannt. Haas suchte um seinen Abschied nach, vermutlich, weil er dem General Walther Reinhardt nahestand, der eine andere Konzeption der künftigen Reichswehr vertrat als Wilhelm Groener und Hans von Seeckt. Am 2. August 1921 wurde das Gesuch bewilligt und Haas in den Ruhestand verabschiedet.

### Zivilleben
Als Ruheständler trat Haas in die Deutsche Volkspartei ein und wurde 1926 zum Vorsitzenden der Ortsgruppe Stuttgart gewählt. Von 1926 bis 1928 amtierte er als stellvertretender Landesvorsitzender der DVP in Württemberg. Er starb am 31. Dezember 1930 nach längerer Krankheit.